# Michael Fleck
Michael Fleck (* 6. Januar 1981 in Trier) ist ein ehemaliger deutscher Fußballspieler und heutiger Trainer.

## Karriere
Für Eintracht Trier absolvierte er von 2004 bis 2005 vier Spiele in der 2. Bundesliga und wurde mit der zweiten Mannschaft 2003 Rheinlandpokalsieger. Von 2007 bis 2009 spielte Michael Fleck in Luxemburg für CS Grevenmacher, mit dem er 2008 luxemburgischer Pokalsieger wurde und sich dadurch für den UEFA-Pokal qualifizierte und in dem er in der darauffolgenden Saison ein Spiel über 90 Minuten auf Island gegen FH Hafnarfjörður (2:3) absolvierte.

## Erfolge
- Rheinlandpokalsieger: 2003
- Luxemburgischer Pokalsieger: 2008